# Partit Comunista de Polònia

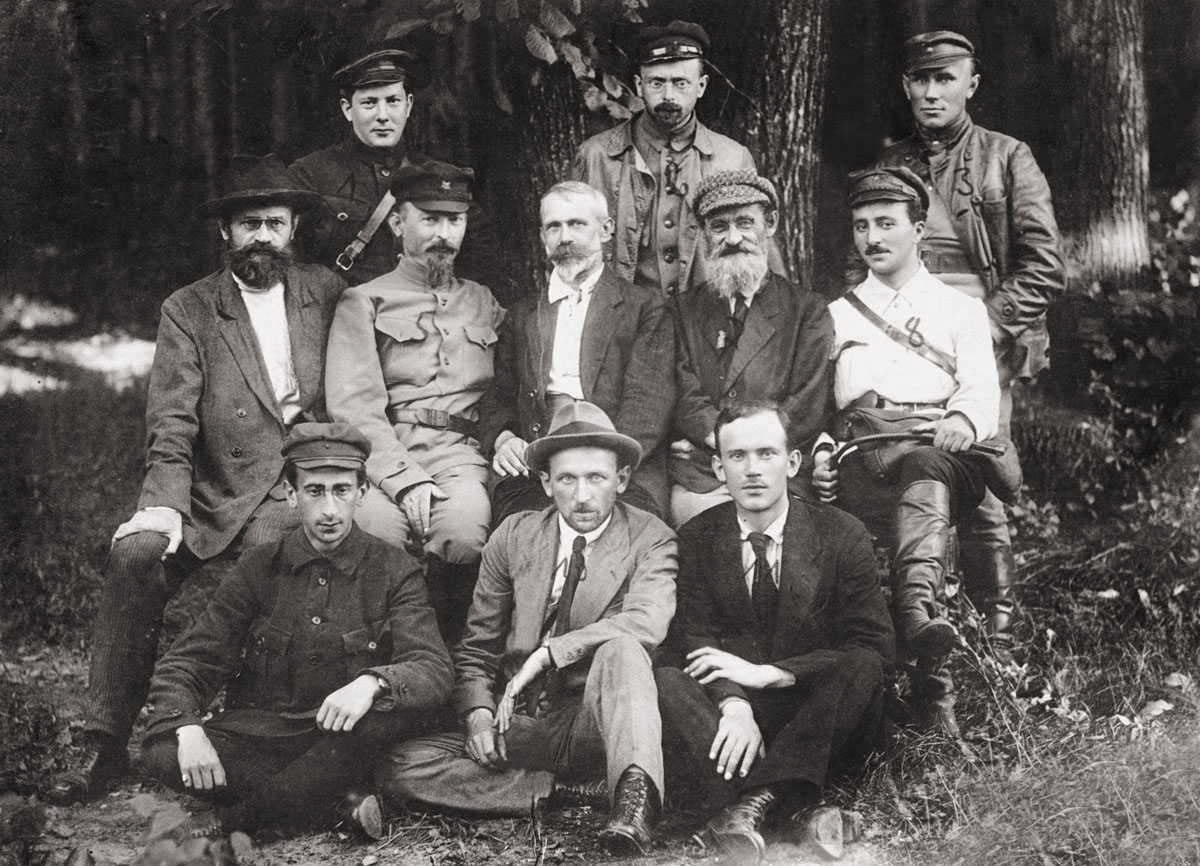
Membres del govern titella establit per Moscou el 1920. En el centre d'esquerra a dreta: Feliks Dzierżyński, Julian Marchlewski i Feliks Kon

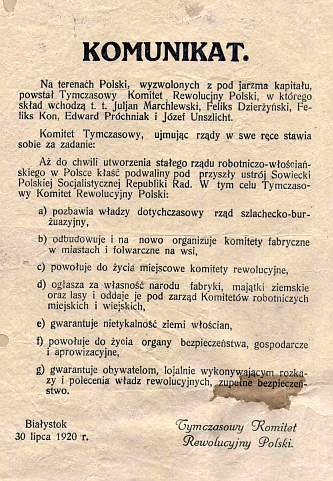
Manifest del Partit el 30 de juliol de 1920.

Partit Comunista de Polònia (polonès Komunistyczna Partia Polski) fou un partit polític comunista creat a Polònia el 16 de desembre de 1918 de la unió de Socialdemocràcia del Regne de Polònia i Lituània (SDKPiL) i del Partit Socialista Polonès-Esquerra en el Partit Comunista dels Treballadors de Polònia (Komunistyczna Partia Robotnicza Polski, KPRP) sobre la base del programa del grup.

## 1918-1921
Les eleccions dels Consells de Treballadors de principis de 1919 revelaren que el nou partit tenia un nivell de suport gairebé igual al del Partit Socialista Polonès. Tanmateix, aquest suport es va veure minvat pel sentiment nacional i va dur al partit a dur activitat clandestina contra la legislació reaccionària. El KPRP hauria estat il·legal durant la resta de la seva existència si no fos per haver pres part, gràcies a Jozef Unszlicht, en la fundació de la Internacional Comunista el març de 1919.
Malgrat les immenses dificultats a què s'enfronta el nou partit, va promoure la unificació del moviment sindical i es va oposar a la guerra a la frontera oriental del país. Els enfrontaments en aquesta regió inestable esdevingueren una guerra a gran escala amb Rússia l'abril de 1920 quan Piłsudski, en aliança amb Semyon Petlura, va llançar un atac amb èxit a Ucraïna, que va ser rebutjat i l'Exèrcit Roig avançà fins a les portes de Varsòvia, fins que fou rebutjat o derrotat als marges del Vístula. La guerra que es va acabar pel Tractat de Riga el març de 1921.
La guerra va plantejar problemes a la KPRP per la seva oposició al nacionalisme polonès i donar suport als invasors de l'Exèrcit Roig, ja que molts treballadors patriotes els consideraren traïdors a la nació recentment creada. A causa del suport al govern nacionalista pel Partit Socialista Polonès, els esforços de la KPRP per agitar als treballadors a favor de l'Exèrcit Roig van trontollar quan aquest es va retirar i es va perdre la possibilitat de convertir-se en un pont a la revolució d'Alemanya. Tanmateix, a l'alçada de l'ofensiva de l'Exèrcit Roig un es va establir un Comitè Revolucionari Provisional el 2 d'agost, 1920 format per Julian Marchlewski, Feliks Dzierżyński, Feliks Kon, Josef Unszlicht id Edward Próchniak com a precedent del futur Consell d'Estat Polonès, però fou inútil per l'abandó de la posició tradicional marxista en la qüestió de la terra entesa pels marxistes polonesos a favor de la posició més tàctica de Lenin.

## 1921-1926
El període 1921-1926 va ser de relativa llibertat política a Polònia i el partit aprofitar totes les vies legals que se li oferien. Inicialment, els guanys es van fer des de les files dels reformistes i les organitzacions de treballadors, i a finals de 1920 se li va unir l'oposició a l'esquerra del PSP, dirigida per Stanislaw Lancucki i Jerzy Czeszejko-Sochacki, que endemés li van donar representació al Sejm. També van atreure militants del Bund (Unió General de Treball Jueva) quan se'ls va unir una facció liderada per Aleksander Minc i també de les dues petites organitzacions socialistes jueves Poale Zion i Vereinigte. També van assolir nous militants a les fronteres orientals.
La Tercera Conferència del Partit el 1922 va veure la consolidació del lideratge al voltant de les "Tres W" - Warski, Walecki i Wera Kostrzewa. El partit va ser capaç d'assumir una forma organitzativa estable i fundar Faccions Roges en els sindicats i constituir una llista electoral anomenada "Unió del Proletariat de la Ciutat i del País". No obstant això, el partit només va aconseguir guanyar 130.000 vots i dos escons a les eleccions parlamentàries poloneses de 1922. En general, la política de Front Unitari ideada per la Internacional Comunista fou la guia per a les activitats del partit.
El Segon Congrés del partit es van reunir a Moscou l'agost de 1923 i els dirigents van aprofitar l'oportunitat per a revisar el programa del partit, en particular respecte a la terra i a les qüestions nacionals, on s'adoptaren polítiques més leninistes. Es van reconèixer seccions autònomes del partit a les zones frontereres de Polònia habitades per minories nacionals. Així es van formar partits comunistes autònoms a Ucraïna occidental i a Belarús occidental. Dins de la Internacional Comunista la direcció de les tres W's es va alinear amb Grigori Zinóviev i, per tant, es va oposar a l'embrionària Oposició d'Esquerra.
Encara que alineada amb Zinóviev a la Comintern, el partit polonès tenia una mentat independent i va realitzar esforços per defensar tant Trotski com Heinrich Brandler, líder del Partit Comunista d'Alemanya, a la Comissió preparada en el Cinquè Congrés de la Comintern. El principal perseguidor en el cas contra el lideratge polonès va ser Julian Leszczyński "Lenski", però el President de la Comissió exercia el vot decisiu i va ser Presidida per Stalin mateix. La recompensa de Lenski la recompensa va ser el seu nomenament en el nou Comitè Central del Partit, nomenats sense referència a un Congrés del Partit. La seva tasca era bolxevitzar el KPRP.
El Tercer Congrés del partit es van reunir a Minsk el març de 1925 amb el lema "Bolxevització del Partit". Això significava que la unitat bàsica del partit seria al lloc de treball i la construcció d'un potent aparell de partit amb política decidida significà la prohibició de totes les tendències de les faccions del partit. És significatiu que el nom del partit es va canviar amb la seva contracció a Partit Comunista de Polònia. Malgrat ser aprovat per la direcció de la Komintern, el lideratge del grup de Lenski era prou independent com per adoptar posicions a Alemanya, Bulgària i França contrari als de la Comintern i van ser retirats del seu càrrec per una altra Comissió polonesa. Warski va ser retornat a la direcció i el partit de nou es va embarcar en els intents de construir un Front Unit amb el PSP.

## 1926-1938
Amb l'augment de l'atur i un ràpid deteriorament de la situació econòmica Joszef Piłsudski organitzà el cop d'estat de maig de 1926. Confós quant al seu significat, el PCP organitzà batalles al carrer amb les tropes lleials al govern Witos, als qui anomenà feixistes, a Varsòvia, i va fer crida a la vaga general amb el PSP el 13 de maig.
A la pràctica ajudaren Piłsudski a aferrar-se al poder i hagueren de pagar el preu. Després d'haver tancat els ulls mentre els esdeveniments eren en curs ara Stalin volia denunciar el lideratge polonès i condemnar "l'error de maig". De moment les antigues grans figures del marxisme polonès va deixar l'escena o foren degradats, cosa que va coincidir amb l'eliminació definitiva dels rivals de Stalin pel poder. La funció del PCP des d'ara fins al moment de la seva dissolució fou la de poc més que un guàrdia de fronteres de Rússia, com va quedar clar quan va ser condemnat per no adonar-se que Piłsudski el perill que suposa per a la Unió Soviètica.
El debat sobre "l'error de maig" va anar creixent de manera verinosa en el IV Congrés del partit el setembre de 1927 a Moscou. La minoria d'esquerra encara encapçalada per Lenski sostenia que el cop de Piłsudski era feixista, mentre que la minoria de dreta va sostenir que era una dictadura militar en evolució cap al feixisme. Finalment, la victòria va ser per a l'esquerra, i dos representants de la Komintern van ser posats en el Comitè Central, el finlandès Otto Kuusinen i l'ucraïnès Dmitry Manuilsky. El partit havia estat decapitat i qualsevol independència de pensament i d'acció era eliminada.
Malgrat les lluites internes entre faccions, el partit va anar creixent durant aquest període en atraure el suport de les minories i de la classe obrera, sobrepassant el PSP a les eleccions parlamentàries poloneses de 1928. Tot i això, la substitució del grup dirigent de Warski va fer que el partit fos aïllat. Aprovat pel Cinquè Congrés del Partit el 1930, el "Tercer Període", nova política oficial, va descriure rutinàriament al PSP com a feixista i es proclama que la revolució és imminent. A mesura que el país va ser víctima de la depressió mundial el PCP va trobar una nova lluita interna quan els antics dirigents de les "Tres W" finalment se sumaven a la crítica de la Comintern personificada per Trotsky. Els membres del grup d'oposició va ser ràpidament expulsats de les files del PCP, formant l'ala polonesa de la Internacional Oposició d'Esquerra.
La presa del poder dels nazis a Alemanya, va obligar a la retirada de la seu del PCP d'aquest país i dificultà la comunicació amb els comunistes alemanys. També va causar un gran canvi de política per part de la Komintern com es va buscar la unitat amb totes i cadascuna de les forces oposades al feixisme. Aquesta estratègia de Front popular significà a Polònia que el PCP pressionà tant el PSP com al Bund per a la unitat, que ambdós rebutjaren, sinó que els comunistes també es van infiltrar a les organitzacions de treballadors alienes al moviment, com el Partit Camperol i fins i tot grups catòlics. La unitat seguia sent una meta impossible, però no obstant això els militants va fer escriure un últim capítol en la història del seu partit, ja que molts es van sumar a les Brigades Internacionals a Espanya per lluitar contra el feixisme. La Brigada Jaroslaw Dabrowski, anomenada així per l'heroi de la Comuna de París, era fermament liderada pel PCP tot i que comptava entre els seus membres molts treballadors que no eren del PCP i sí molts del PSP.
Malgrat que el PCP es va enfonsar víctima de voràgine de paranoia i desconfiança que va culminar en els judicis i purgues de Moscou. En primer lloc, un nombre dels seus membres van ser acusats de ser agents del règim polonès, ara dirigida per coronels després de la mort de Piłsudski el 1935, i com a resultat foren liquidats. Després gairebé tot el grup líder del partit es va veure envoltat per les purgues i assassinats. Entre els morts hi havia Albert Bronkowski, Krajewski, Józef Unszlicht, Adolf Warski, Maria Koszutska, Henryk Walecki, Lenski, Stanisław Bobiński, Ryng, Józef Feliks Ciszewski, Henrykowski, Sztande, Bruno Jasieński i Witold Wandurski. I com que Stalin encara no podia confiar en els comunistes polonesos, finalment, el lideratge del partit va ser declarat dissolt com un planter d'agents trotskista. La majoria dels activistes van morir en la Gran Purga, i no es va reconstituir com a Partit Obrer Polonès el 1938.